# Narges Rashidi

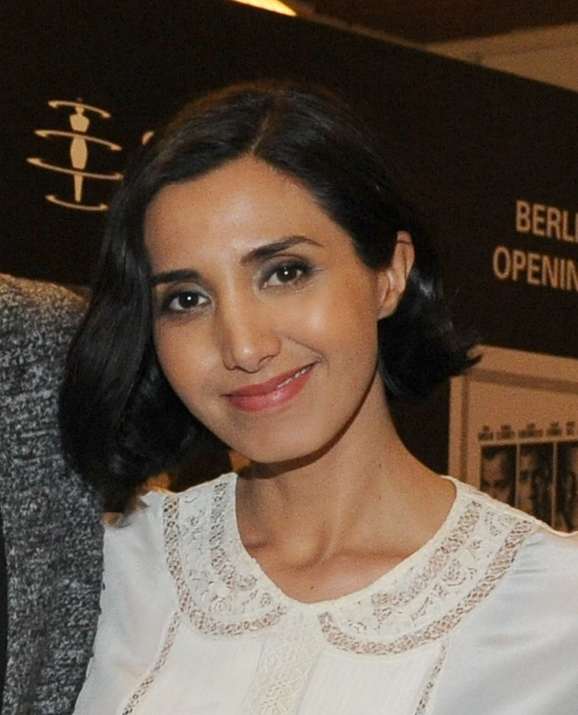
Narges Rashidi

Narges Rashidi (* 21. März 1980 in Khorramabad, Iran) ist eine iranischstämmige Schauspielerin.

## Leben
Narges Rashidi wurde im Iran geboren, ihr Vater war Oberst in der Armee, sie hat drei ältere Brüder. 1987 flüchtete die Familie über die Türkei nach Deutschland.
Sie wuchs in Bad Hersfeld auf und besuchte dort das Gymnasium der Modellschule Obersberg. Nach dem Abitur zog sie nach Berlin und begann 2001 ihre dreijährige Schauspielausbildung an der Etage – Schule für Darstellende Künste. Bereits während dieser Zeit drehte sie einige Independent-Filme, unter anderem A2Z von Daryush Shokof, für den sie 2007 den Preis als Beste Nachwuchsschauspielerin beim New York Independent Film und Video Festival gewann. Auch spielte sie die Rolle der Isabel in der Horrorkomödie Must Love Death von Andreas Schaap. Ihren Durchbruch erreichte sie mit dem Hollywood-Blockbuster Aeon Flux u. a. mit Charlize Theron und Jonny Lee Miller. Nach ihrem Abschluss stand sie für den Regisseur Oliver Rihs in Schwarze Schafe vor der Kamera, der sie später auch für die weibliche Hauptrolle in Dating Lanzelot besetzte. Beide Filme liefen erfolgreich auf den Hofer Filmtagen.
Im Jahr 2007 spielte Narges Rashidi in der Comic-Verfilmung Speed Racer der Wachowski-Geschwister zum zweiten Mal in einer amerikanischen Produktion mit.
In Thomas Jauchs Schimanski: Schicht im Schacht trat sie 2008 in der Rolle der Laura auf. Franziska Meyer Price besetzte sie in dem Sat.1-Weihnachtsmärchen als Aysun u. a. neben Fahri Yardım und Max von Thun. Es folgten Rollen wie im Kinofilm Slave von Jorgo Papavasilou, Mein Prinz – mein König von Ciril Braem und Nos von Soleen Yusef.
Mit dem Fernsehfilm Geisterfahrer, in dem Rashidi die Rolle der im sozial kritischen Milieu lebenden Ehefrau spielt, stand sie zum ersten Mal für den Regisseur Lars Becker vor der Kamera, seither besetzte er sie für weitere Rollen. 2012 übernahm sie die Episodenhauptrolle der Dalida in Nachtschicht – Geld regiert die Welt u. a. neben Sophie Rois, Ben Becker und Fahri Yardım. 2014 folgte der Fernsehfilm Zum Sterben zu Früh u. a. mit Fritz Karl und Nicholas Ofczarek.
In der Sat.1-Fernsehserie Auf Herz und Nieren übernahm Narges Rashidi 2012 eine Hauptrolle an der Seite von Stefanie Stappenbeck und Max von Pufendorf. Auch besetzte sie Til Schweiger 2012 für seinen Kinofilm Kokowääh 2.
2013 drehte sie den Kinofilm Von Glücklichen Schafen von Kadir Sözen. Dort übernahm Rashidi die Hauptrolle der Elmas, einer alleinerziehenden Mutter mit zwei Kindern, die den Lebensunterhalt durch Prostitution finanzieren muss. In weiteren Rollen sind u. a. Benno Fürmann, Vedat Erincin und Anna Thalbach zu sehen.
2015 spielte sie die Hauptrolle der Shide im Kinofilm Under the Shadow von Babak Anvari. Der Film feierte auf dem Sundance Film Festival 2016 seine Weltpremiere. Der Film erzählt die Geschichte einer nach Westen gerichteten, selbstbestimmten Frau, die im Iran der späten 1980er verzweifelt. Die British Academy of Film and Television Arts hat den Film als Nominierung für den besten fremdsprachigen Film bei den Oscars 2017 vorgeschlagen. Die Branchenzeitschrift Variety setzte Rashidi auf die Liste The Best Performances of Sundance 2016 und beim Fantaspoa International Fantastic Film Festival 2016 in Porto Alegre gewann sie den Jury Award für die beste Schauspielerin.
Seit 2011 lebt sie überwiegend in Los Angeles, wo ihr Mann Christian Straka als Tennis-Coach arbeitet.

## Filmografie

### Kinofilme
- 2005: Aeon Flux
- 2007: Breathful
- 2007: A2Z
- 2007: Asudem
- 2008: Speed Racer
- 2011: Mein Prinz. Mein König
- 2011: Dating Lanzelot
- 2012: Slave
- 2013: Kokowääh 2
- 2015: Von glücklichen Schafen
- 2016: Under the Shadow
- 2017: Tigermilch
- 2022: I Came By
- 2025: Havoc

### Fernsehfilme und Serien
- 2006: Die Geschichte Mitteldeutschlands – Ehe zu dritt – Die Frauen des Grafen von Gleichen
- 2008: Schimanski – Schicht im Schacht
- 2009: Engel sucht Liebe
- 2012: Geisterfahrer
- 2012: Auf Herz und Nieren (4 Episoden)
- 2012: Nachtschicht – Geld regiert die Welt
- 2014–2015: Löwenzahn (4 Episoden)
- 2015: Sibel & Max – Schief gewickelt
- 2015: Zum Sterben zu früh
- 2016–2018: Die Spezialisten – Im Namen der Opfer (22 Episoden)
- 2017: Reich oder tot
- 2017: The Girlfriend Experience (5 Episoden)
- 2019: Hanna (2 Episoden)
- 2019: Spuren des Bösen – Sehnsucht
- 2020–2022: Gangs of London  (14 Episoden)
- 2021: Eisland
- 2021: Alles auf Rot
- 2021: Ferdinand von Schirach – Glauben (7 Episoden)
- 2023: Am Ende – Die Macht der Kränkung (Fernsehserie)